# Дуе-Карраре
Дуе-Карраре (італ. Due Carrare, вен. Do Carare) — муніципалітет в Італії, у регіоні Венето, провінція Падуя.
Дуе-Карраре розташоване на відстані близько 380 км на північ від Рима, 45 км на південний захід від Венеції, 15 км на південь від Падуї.
Населення — 9065 осіб (2014).

## Демографія
Населення за роками:

Станом на 1 січня 2023 року в муніципалітеті офіційно проживало 540 іноземців з 52 країн, серед них 194 громадяни країн Євросоюзу та 22 громадяни України.

## Сусідні муніципалітети
- Абано-Терме
- Батталья-Терме
- Картура
- Мазера-ді-Падова
- Монтегротто-Терме
- Пернумія